# 旧兼坂医院
旧兼坂医院（きゅうかねさかいいん）は、千葉県船橋市宮本にある西洋風の病院建築である。木造二階で、創建は1916年（大正5年）。設計者は川部という大工によって行われた。
施工は不明。現在でも医院建築として活用されている。

## 建築概要
- 竣工 - 1916年（大正5年）
- 設計 -  川部
- 施工 - 不明
- 構造 - 木造2階建
- 延床面積 - 891.03m2
- 敷地面積 - 607.30m2
- 所在地 - 千葉県船橋市宮本5-4-1

## 周辺情報
- 船橋本町通
- 船橋大神宮
- 船橋東照宮